# Kristina Krepela
Kristina Krepela (Zagreb, 4 september 1979) is een Kroatisch actrice. 
Krepela studeerde aan de Akademija dramske umjetnosti u Zagrebu, de Kunstacademie van de Universiteit van Zagreb. Haar filmdebuut maakte ze in de film Leptir die in 2003 werd uitgebracht. Krepela speelt ook in televisieseries en in het theater. 